# 131 (nombre)
Cet article concerne le nombre 131. Pour l'année, voir 131.
Le nombre 131 (cent-trente-et-un, cent trente-et-un ou cent trente et un) est l'entier naturel qui suit 130 et qui précède 132.

## En mathématiques
Le nombre 131 est :
- Le 32e nombre premier.
- Un nombre premier palindrome, le deuxième comportant trois chiffres.
- Un nombre premier de Sophie Germain.
- Un nombre premier permutable, puisqu'il permute avec 113 et 311.
- La somme de trois nombres premiers consécutifs (41 + 43 + 47).
- un nombre premier long.
- un nombre premier cousin avec 127.
- un nombre premier sexy avec 137.

## Dans d'autres domaines
Le nombre 131 est aussi :
- Le numéro du colorant alimentaire de synthèse E131 (bleu) appelé bleu patenté V.
- Années historiques : -131, 131.
- Ligne 131 (chemin de fer slovaque).
- Fiat 131, une voiture italienne.
- Tiger 131, un char lourd allemand de la Seconde Guerre Mondiale.